# Don Siegel
Don Siegel (født Donald Siegel; 26. oktober 1912 i Chicago, Illinois – 20. april 1991 i Los Angeles, Californien) var en amerikansk filmproducer og filminstruktør.
Don Siegel var instruktør på en lang række film, bl.a. Flaming Star (1960) med Elvis Presley og Dirty Harry (1971) med Clint Eastwood. Det var også Don Siegel, som instruerede den sidste film med John Wayne, The Shootist fra 1976.